# Rybka Lututowska
Rybka Lututowska [pronunciación en polaco: /ˈrɨpka lutuˈtɔfska/] es un pueblo ubicado en el distrito administrativo de Gmina Galewice, dentro del condado de Wieruszów, Voivodato de Łódź, en el centro de Polonia. Se encuentra a unos 7 kilómetros al noreste de Galewice, a 16 kilómetros al noreste de Wieruszów, y a 91 kilómetros al suroeste de la capital regional Łódź.
El pueblo tiene una población de 240 habitantes.